# Тиша беав
Тиша беав (хебр. תשעה באב) - на јеврејском овај израз значи „девети дан /месеца/ ава“. 
Дан поста, када Јевреји оплакују разорење јерусалимског храма. Према традицији тога дана је Набухаднезар II разорио храм 586. пр. н. е., а на исти дан је то учинио Тит 70. н. е. Неки Јевреји сматрају да се прогон из Шпаније догодио, такође на тај дан. У Библији се овај дан помиње као „пост петог дана“ (Зах 8,19). Уколико пост падне на шабат одлаже се до недеље. У Синагогама се чита Плач Јеремијин, а тада се врше и помени на гробљима. Јевреји у Јерусалиму тада посећују Зид плача.